# Reed Clark Rollins
Reed Clark Rollins, född den 7 december 1911 i Lyman, Wyoming, död den 28 april 1998 i Cambridge, Massachusetts, var en amerikansk botaniker och en av grundarna av International Association for Plant Taxonomy och Organization for Tropical Studies.
Auktorsnamnet Rollins kan användas för Reed Clark Rollins i samband med ett vetenskapligt namn inom botaniken; se Wikipediaartiklar som länkar till auktorsnamnet.